# Санта-Крус-де-Марчена
Санта-Крус-де-Марчена (ісп. Santa Cruz de Marchena) — муніципалітет в Іспанії, у складі автономної спільноти Андалусія, у провінції Альмерія. Населення — 240 осіб (2010).
Муніципалітет розташований на відстані близько 390 км на південь від Мадрида, 22 км на північний захід від Альмерії.

## Демографія
Динаміка населення (INE ):